# Harpagophytum
Harpagophytum es un género de plantas de flores de la familia Pedaliaceae. Su nombre común es "garra del diablo".

## Especies
- Harpagophytum abbreviatum
- Harpagophytum burchellii
- Harpagophytum dimidiatum
- Harpagophytum grandidieri
- Harpagophytum leptocarpum
- Harpagophytum peglerae
- Harpagophytum peltatum
- Harpagophytum pinnatifidum
- Harpagophytum procumbens
- Harpagophytum zeyheri